# Менглет, Майя Георгиевна
Ма́йя Гео́ргиевна Менгле́т (8 августа 1935, Москва — 19 января 2023, Мельбурн) — советская и российская актриса театра и кино, заслуженная артистка РСФСР (1980).

## Биография
Родилась 8 августа 1935 года в Москве. Дочь Георгия Павловича Менглета (1912—2001) и Валентины Григорьевны Королёвой (1911—1986). 
В 1953 году поступила в Школу-студию МХАТ, на курс Василия Топоркова. Была актрисой Театра имени Станиславского, где играла 43 года.
Исполнительница главной роли в фильме 1950-х годов «Дело было в Пенькове».
После смерти главного режиссёра Виталия Ланского в 1997 году в театре произошли значительные перемены. В 2001 году Майя Менглет с мужем переехала к сыновьям в Австралию. В последние годы вместе с мужем играла в монреальском Русском драматическом театре имени Л. В. Варпаховского, организованном Анной Варпаховской и Григорием Зискиным. С театром они гастролировали по многим городам США и Канады. Помимо этого, Майя Менглет работала в спектаклях русской антрепризы Михаила Козакова.
Умерла 19 января 2023 года в Мельбурне. Похоронена на Ботаническом кладбище Спрингвейла — крупнейшем крематории и мемориальном парке в Виктории.

## Семья и личная жизнь
Бабушка со стороны матери — Берта Ансовна Русман (1889—1981), латышка, профессиональная революционерка, в 1906 году в Риге участвовала в убийстве директора фабрики за выдачу жандармам революционных рабочих, перешла на нелегальное положение, подвергалась арестам и ссылке в Енисейскую губернию.
В марте 1953 года Майя Менглет вышла замуж за Станислава Коренева. Они познакомились ещё в раннем детстве. До 1938 года он жил в Воронеже, затем его родители — Георгий Михайлович Коренев, выпускник инженерно-строительного института, и Магдалина Вячеславовна, девичья фамилия Веретенникова, переехали в Москву. Брак был недолгим.
Вскоре после поступления в Школу-студию МХАТ вышла замуж за актёра Леонида Сатановского, с которым прожила в браке более 60 лет вплоть до его кончины в 2015 году.
В 1978 году старший сын Алексей, к тому времени заканчивавший ГИТИС и имевший неплохие перспективы работы в Театре имени Маяковского, принял решение уехать за рубеж. Причиной тому стала любовь к немке из Западной Германии, учившейся в Московском университете. Два года они прожили в Германии, а затем перебрались в Австралию.
Младший сын Дмитрий — химик, доктор наук; в 1990-е годы эмигрировал вслед за старшим братом в Австралию.

## Фильмография
- 1943 — Лермонтов — эпизод
- 1957 — Дело было в Пенькове — Антонина Андреевна Глечикова
- 1958 — Матрос с «Кометы» — Шура
- 1959 — Исправленному верить — Зоя Левченко
- 1960 — Домой — Саша
- 1961 — Алёнка — Лида, жена Степана
- 1967 — Места тут тихие — девушка на танцах в клубе
- 1969 — Похищение — артистка Менглет
- 1971 — Алло, Варшава! — Зося, певица
- 1972 — Юлька — Наталья Николаевна, мать Юльки
- 1972 — На Севере, на Юге, на Востоке, на Западе — Мэри Тернер
- 1974 — Большой аттракцион — Марина Логинова
- 1984 — Шанс — Ванда Казимировна Савич, директор магазина
- 1990 — Женский день — мать Ирины
- 1991 — Встретимся на Таити — жена Надоленко
- 1994 — Крысиные похороны по Брэму Стокеру — мадам Рено
- 1995 — На углу, у Патриарших — Софа, жена Михаила Абрамовича

## Телеспектакли
- 1978 — Женитьба Белугина (фильм-спектакль Московского драматического театра им. К. С. Станиславского) — Елена Васильевна Кармина
- 1979 — Повесть об одной любви (фильм-спектакль Московского драматического театра им. К. С. Станиславского) — Вера Александровна Наумова, мать Кати
- 1984 — Осиное гнездо (фильм-спектакль Московского драматического театра им. К. С. Станиславского) — Анета Дудуляну